# Le Chanteur du ranch
Pour plus de détails, voir Fiche technique et Distribution.
Le Chanteur du ranch (The Oklahoma Cyclone) est un film américain réalisé par John P. McCarthy, sorti en 1930.

## Synopsis
Jim Smith se fait passer pour « The Oklahoma Cyclone », un hors-la-loi, dans le but d'intégrer le gang de McKim, qu'il soupçonne de garder son père prisonnier. Il y rencontre Carmelita, qu'il évite temporairement sur les conseils de McKim, malgré l’attirance qu'il a pour elle. Le gang passe la frontière après l'attaque d'une banque, et dans leur camp il retrouve son père mourant. McKim perce le secret de Jim. Ce dernier ne devra son salut qu'à l'intervention de Slim, un des membres du gang, et de Carmelita.

## Fiche technique
- Titre original : The Oklahoma Cyclone
- Titre français : Le Chanteur du ranch
- Réalisation : John P. McCarthy
- Scénario : John P. McCarthy
- Décors : E.R. Hickson
- Photographie : M.A. Andersen
- Son : John Stransky Jr.
- Montage : Fred Allen
- Production : Trem Carr
- Société de production : Trem Carr Productions, Tiffany Productions
- Société de distribution : Tiffany Productions
- Pays d'origine :  États-Unis
- Langue originale : anglais
- Format : Noir et blanc  — 35 mm — 1,33:1 — son mono
- Genre : Western
- Durée : 66 minutes
- Dates de sortie : 
  - États-Unis : 8 août 1930
  - France : 16 avril 1937
- Licence : Domaine public

## Distribution
- Bob Steele : Jim Smith, alias "The Oklahoma Cyclone"
- Rita Rey : Carmelita Carlos
- Al St. John : Slim
- Charles King : McKim